# Physocleora albiplaga
Physocleora albiplaga là một loài bướm đêm trong họ Geometridae.